# Lijst van voetbalinterlands Angola - Marokko
Deze lijst van voetbalinterlands is een overzicht van alle officiële voetbalwedstrijden tussen de nationale teams van Angola en Marokko. De landen speelden tot op heden negen keer tegen elkaar. De eerste ontmoeting was een vriendschappelijke wedstrijd op 14 januari 1998 in Casablanca. Voor beide teams was dit een oefenwedstrijd ter voorbereiding op de Afrika Cup 1998 in Burkina Faso. Het laatste duel, een groepswedstrijd tijdens het African Championship of Nations 2024, werd gespeeld in Nairobi (Kenia) op 3 augustus 2025.

## Wedstrijden
| № | Plaats       | Datum           | Competitie                           | Wedstrijd        | Uitslag |
| - | ------------ | --------------- | ------------------------------------ | ---------------- | ------- |
| 1 | Casablanca   | 14 januari 1998 | Vriendschappelijk                    | Marokko − Angola | 2 − 1   |
| 2 | Casablanca   | 31 maart 2004   | Vriendschappelijk                    | Marokko − Angola | 3 − 1   |
| 3 | Marrakesh    | 17 januari 2006 | Vriendschappelijk                    | Marokko − Angola | 2 − 2   |
| 4 | Rabat        | 16 januari 2008 | Vriendschappelijk                    | Marokko − Angola | 2 − 1   |
| 5 | Lissabon     | 31 maart 2009   | Vriendschappelijk                    | Angola − Marokko | 0 − 2   |
| 6 | Johannesburg | 19 januari 2013 | Afrika Cup 2013                      | Angola − Marokko | 0 − 0   |
| 7 | Faro         | 28 mei 2014     | Vriendschappelijk                    | Angola − Marokko | 2 − 0   |
| 8 | Agadir       | 22 maart 2024   | Vriendschappelijk                    | Marokko − Angola | 1 − 0   |
| 9 | Nairobi      | 3 augustus 2025 | African Championship of Nations 2024 | Marokko − Angola | 2 − 0   |

## Samenvatting
| Competitie                      | Totaal gespeeld | Winst Angola | Gelijk | Winst Marokko | Doelsaldo Angola – Marokko |
| ------------------------------- | --------------- | ------------ | ------ | ------------- | -------------------------- |
| Afrika Cup                      | 1               | 0            | 1      | 0             | 0 − 0                      |
| African Championship of Nations | 1               | 0            | 0      | 1             | 0 − 2                      |
| Vriendschappelijk               | 7               | 1            | 1      | 5             | 7 − 12                     |
| Totaal                          | 9               | 1            | 2      | 6             | 7 − 14                     |

Wedstrijden bepaald door strafschoppen worden, in lijn met de FIFA, als een gelijkspel gerekend.

## Details

### Vierde ontmoeting
| Vriendschappelijk (Rabat, Marokko, 16 januari 2008): |       |                  |
| Marokko                                              | 2 – 1 | Angola           |
| Marouane Chamakh 44' Hicham Aboucherouane 51'        | goals | 17' Flávio Amado |

FAF · A-internationals · Bondscoaches · Statistieken · Angolees vrouwenelftal · Olympisch elftal · Angola U21 · Angola U20 · Angola U19 · Angola U18 · Angola U17
1980 – 1989 · 
1990 – 1999 · 
2000 – 2009 · 
2010 – 2019 ·
2020 − 2029
WK 2006
1977 · 
1978 · 1979 · 
1980 · 
1981 · 
1982 · 
1983 · 
1984 · 
1985 · 
1986 · 
1987 · 
1988 · 
1989 · 
1990 · 
1991 · 
1992 · 
1993 · 
1994 · 
1995 · 
1996 · 
1997 · 
1998 · 
1999 · 
2000 · 
2001 · 
2002 · 
2003 · 
2004 · 
2005 · 
2006 · 
2007 · 
2008 · 
2009 · 
2010 · 
2011 · 
2012 · 
2013 · 
2014 ·
2015 ·
2016 ·
2017 ·
2018 ·
2019 ·
2020 ·
2021 ·
2022 ·
2023 ·
2024
Algerije ·
Argentinië ·
Bahrein ·
Benin ·
Botswana ·
Burkina Faso ·
Burundi ·
Centraal-Afrikaanse Republiek ·
Comoren ·
Congo-Brazzaville ·
Congo-Kinshasa ·
Cuba ·
Egypte ·
Equatoriaal-Guinea ·
Eritrea ·
Estland ·
Ethiopië ·
Gabon ·
Gambia ·
Ghana ·
Guinee ·
Guinee-Bissau ·
Iran ·
Ivoorkust ·
Japan ·
Kaapverdië ·
Kameroen ·
Kenia ·
Lesotho ·
Letland ·
Liberia ·
Libië ·
Madagaskar ·
Malawi ·
Mali ·
Malta ·
Marokko ·
Mauritanië ·
Mauritius ·
Mexico ·
Mozambique ·
Namibië ·
Niger ·
Nigeria ·
Noord-Macedonië ·
Oeganda ·
Portugal ·
Rwanda ·
Sao Tomé en Principe ·
Saoedi-Arabië ·
Senegal ·
Seychellen ·
Sierra Leone ·
Soedan ·
Swaziland ·
Tanzania ·
Togo ·
Tsjaad ·
Tunesië ·
Turkije ·
Uruguay ·
Venezuela ·
Verenigde Arabische Emiraten ·
Zaïre ·
Zambia ·
Zimbabwe ·
Zuid-Afrika ·
Zuid-Korea
Iran (2006) ·
Mexico (2006) ·
Portugal (2006)
FRMF · A-internationals · Bondscoaches · Marokkaans vrouwenelftal · Olympisch elftal · Lokaal · Marokko U23 · Marokko U21 · Marokko U20 · Marokko U19 · Marokko U18 · Marokko U17
1950 – 1959 ·
1960 – 1969 ·
1970 – 1979 ·
1980 – 1989 ·
1990 – 1999 ·
2000 – 2009 ·
2010 – 2019 ·
2020 − 2029
WK 1970 ·
WK 1986 ·
WK 1994 ·
WK 1998 ·
WK 2018 ·
WK 2022
OS 1964 ·
OS 1972 ·
OS 1984 ·
OS 1992 ·
OS 2000 ·
OS 2004 ·
OS 2012
1944 · 
1957 · 
1958 · 
1959 · 
1960 · 
1961 · 
1962 · 
1963 · 
1964 · 
1965 · 
1966 · 
1967 · 
1968 · 
1969 · 
1970 · 
1971 · 
1972 · 
1973 · 
1974 · 
1975 · 
1976 · 
1977 · 
1978 · 
1979 · 
1980 · 
1981 · 
1982 · 
1983 · 
1984 · 
1985 · 
1986 · 
1987 · 
1988 · 
1989 · 
1990 · 
1991 · 
1992 · 
1993 · 
1994 · 
1995 · 
1996 · 
1997 · 
1998 · 
1999 · 
2000 · 
2001 · 
2002 · 
2003 · 
2004 · 
2005 · 
2006 · 
2007 · 
2008 · 
2009 · 
2010 · 
2011 · 
2012 · 
2013 · 
2014 ·
2015 ·
2016 ·
2017 ·
2018 ·
2019 ·
2020 ·
2021 ·
2022 ·
2023 ·
2024
Albanië ·
Algerije ·
Angola ·
Argentinië ·
Armenië ·
Australië ·
Bahrein ·
België ·
Benin ·
Botswana ·
Brazilië ·
Bulgarije ·
Burkina Faso ·
Burundi ·
Canada ·
Centraal-Afrikaanse Republiek ·
Chili ·
China ·
Colombia ·
Comoren ·
Congo-Brazzaville ·
Congo-Kinshasa ·
Costa Rica ·
DDR ·
Denemarken ·
Duitsland ·
Egypte ·
Engeland ·
Equatoriaal-Guinea ·
Estland ·
Ethiopië ·
Finland ·
Frankrijk ·
Gabon ·
Gambia ·
Georgië ·
Ghana ·
Griekenland ·
Guinee ·
Guinee-Bissau ·
Hongkong ·
Ierland ·
India ·
Indonesië ·
Irak ·
Iran ·
Italië ·
Ivoorkust ·
Jamaica ·
Jemen ·
Joegoslavië ·
Jordanië ·
Kaapverdië ·
Kameroen ·
Kenia ·
Koeweit ·
Kroatië ·
Lesotho ·
Libanon ·
Liberia ·
Libië ·
Luxemburg ·
Malawi ·
Maleisië ·
Mali ·
Mauritanië ·
Mexico ·
Mozambique ·
Myanmar ·
Namibië ·
Nederland ·
Nieuw-Zeeland ·
Niger ·
Nigeria ·
Noord-Ierland ·
Noorwegen ·
Oeganda ·
Oekraïne ·
Oezbekistan ·
Oman ·
Palestina ·
Paraguay ·
Peru ·
Polen ·
Portugal ·
Qatar ·
Roemenië ·
Rusland ·
Rwanda ·
Saoedi-Arabië ·
Sao Tomé en Principe ·
Schotland ·
Senegal ·
Servië ·
Sierra Leone ·
Slowakije ·
Soedan ·
Somalië ·
Sovjet-Unie ·
Spanje ·
Syrië ·
Tanzania ·
Thailand ·
Togo ·
Trinidad en Tobago ·
Tsjechië ·
Tunesië ·
Uruguay ·
Verenigde Arabische Emiraten ·
Verenigde Staten ·
Zambia ·
Zimbabwe ·
Zuid-Afrika ·
Zuid-Jemen ·
Zuid-Korea ·
Zwitserland
België (2022) · 
Frankrijk (2022) ·
Iran (2018) · 
Kroatië (2022, 1) ·
Kroatië (2022, 2) ·
Portugal (2018) · 
Portugal (2022) ·
Spanje (2018) ·
Spanje (2022)